# Béchir Sfar
Béchir Sfar (árabe tunisino: البشير صفر; Tunes, 27 de fevereiro de 1856 — Tunes, 1 de março de 1917), foi um político e ativista nacionalista tunisino.

## Juventude e início de carreira
O pai de Sfar era originalmente de Mahdia, onde serviu como caide. Ele também foi um oficial de alta patente no exército do Bei de Tunes e depois trabalhou no Ministério da Guerra da Tunísia. O próprio Béchir Sfar nasceu em Tunis. Ele estava na primeira turma do Collège Sadiki, e depois foi para Paris para continuar seus estudos no liceu Saint-Louis. Em 1881, quando a França estabeleceu um protetorado sobre Túnis, ele interrompeu seus estudos e voltou para casa, e assumiu um cargo no governo em junho daquele ano. Em 1882, tornou-se chefe da divisão de contabilidade no escritório do Grand vizir, cargo que ocupou até 1891. Durante esses anos, ele se envolveu em várias instituições culturais e fundou a associação Khaldounia.
Por vários anos, chefiou o Conselho Habous, responsável pelas terras doadas por benfeitores e confiadas em benefício público. No entanto, uma série de leis coloniais começou a permitir que os franceses adquirissem quantidades crescentes de terra habitável e, em alguns casos, tunisianos ocupando ou trabalhando a terra foram deslocados. Em 1898, Sfar renunciou à sua posição no Conselho Habous em protesto contra essas vendas forçadas a colonos franceses.

## Atividades na reforma
A carreira de Sfar na política como um reformador nacionalista ativo começou em 2 de agosto de 1888, quando fundou o jornal El Hadhira (A Capital), administrado por outro membro da associação Khaldounia, Ali Bouchoucha. Em seus artigos, ele convocou seus colegas tunisianos, alguns dos quais fascinados pela França, a "impedir-se de cair em uma condição de excesso, onde negariam sua cultura árabe muçulmana e perderiam sua identidade". Ele acreditava que a renovação nacional da Tunísia só poderia ser alcançada através da educação, expondo os jovens à cultura islâmica ao lado das ciências, economia, história, geografia e línguas modernas.
Em 1907, Sfar co-fundou o movimento jovem tunisino com Ali Bach Hamba e seu irmão Mohamed.
Mais tarde, em 1907, ele visitou o Egito, onde suas experiências deixaram uma forte impressão nele. Como a Tunísia, o Egito era um protetorado na época (da Grã-Bretanha), mas as diferenças com a Tunísia eram marcantes: os efeitos da educação moderna eram vistos em toda parte na vida pública, enquanto a indústria, a agricultura e a infraestrutura estavam nas mãos dos egípcios, como eram a maioria dos posts oficiais.
A Revolução dos Jovens Turcos de 1908, no Império Otomano, deixou Sfar e seus colegas neste grupo cada vez mais isolados das autoridades religiosas mais tradicionais da Tunísia, que anteriormente haviam acolhido suas ideias de reforma; a orientação dos jovens tunisianos era em relação aos jovens turcos, enquanto os ulemás apoiavam Abdulamide II.

## Confronto com os colonos
Em seu discurso perante o Residente Geral em 1906, Sfar declarou:
"A população muçulmana aprecia, na medida adequada, as melhorias e reformas úteis realizadas pelo governo do protetorado. Também está ciente das medidas que o governo está adotando para promover obras de caridade e assistência pública. Mas é reconhecimento se essas coisas ser ainda mais forte se, ao aliviar a pobreza, nosso governo estudasse seriamente os meios para evitá-la: educação profissional, comercial e agrícola, amplamente divulgada à população nativa; treinamento e proteção eficazes para o trabalho tunisino; revitalização das indústrias locais pela alfândega controles e outras medidas e, finalmente, a preservação dos direitos à terra nativa; essas, em nossa humilde opinião, são as muitas medidas adequadas que reduzirão ou encerrarão a crise econômica que está afetando a sociedade muçulmana hoje."
Esse discurso irritou os colonos franceses que responderam em termos virulentos em seus jornais, Le Colon français e La Tunisie française. No entanto, na França, os liberais apoiaram Sfar em Le Temps e disseram que era necessário levar em conta as demandas levantadas pelos jovens tunisianos, que estavam imbuídos dos princípios da Revolução Francesa. Apesar desse apoio, Sfar recebeu o posto de caide de Susa para tirá-lo de Tunes. Em sua morte, Abdeljelil Zaouche assumiu a posição de caide.

## Família
Sfar teve um filho, Mustapha (nascido em 1892) e uma filha, Fatma. O marido de Fatma era Hassen Guellaty, um dos fundadores do partido Destour, e sua neta Sophia ben Romdhane casou-se com Slaheddine Caid Essebsi, irmão do presidente da Tunísia Béji Caïd Essebsi.